# 腓特烈堡城堡
佛瑞德里克堡城堡（丹麥語：Frederiksborg Slot），又譯斐德瑞克堡城堡，別稱水晶宮，位於丹麥的希勒勒。腓特烈堡城堡始建於1560年，當時的腓特烈堡城堡是一座私人莊園，然而丹麥國王弗雷德里克二世為討好皇后蘇菲，於是用一座森林寺院與莊園的主人海洛夫·特羅勒交換，弗雷德里克二世並在城堡的兩翼加建皇后長廊以連接教堂及宮殿。弗雷德里克二世死後，其兒子克利斯蒂安四世執政，花了二十年時間對城堡進行改建，使城堡復修成荷蘭風格的文藝復興建築。1721年，克利斯蒂安六世建造一座新的行宮，名為和平宮，而腓特烈堡城堡則闢建為皇家博物館。1878年，丹麥正式將腓特烈堡城堡改為國家歷史博物館。1882年，腓特烈堡城堡正式向公眾開放。

## 腓特烈堡女伯爵
丹麥女王瑪格麗特二世於2005年4月16日宣布冊封文雅麗為腓特烈堡女伯爵，這是在她與約阿基姆王子離婚的八天後，
以保證其貴族身份不會因她未來可能再婚而失去，頭銜是指她與王子的婚姻，發生在城堡的小教堂裡。